# Dragon Age 2
Dragon Age 2 ist der Nachfolger des Computer-Rollenspiels Dragon Age: Origins des kanadischen Entwicklers BioWare. Es wurde am 8. März 2011 in den USA und am 10. März 2011 in Europa veröffentlicht. Die Handlung von Dragon Age 2 ist eigenständig zum Vorgänger und ereignet sich während und nach den Ereignissen von Dragon Age: Origins.

## Handlung
Die Handlung von Dragon Age 2 ist eigenständig. Daher ist es für das Verständnis nicht nötig, den ersten Teil gespielt zu haben. Gleichwohl ist es ähnlich wie in Mass Effect möglich, durch den Import eines Spielstands aus dem ersten Teil die Auswirkungen der dortigen Spielerentscheidungen in Dragon Age 2 zu importieren, mit leichten Auswirkungen auf Dialoge und die Rollen bestimmter Spielfiguren. Alternativ kann bei der Charaktererstellung einer von drei geschichtlichen Hintergründen gewählt werden.
Das Spiel handelt von Hawke, der wahlweise männlichen oder weiblichen Spielerfigur. Die Geschichte des Spiels erstreckt sich über sieben Jahre und wird von einem ehemaligen Begleiter Hawkes namens Varric erzählt. In Zwischensequenzen kommentiert dieser gegenüber seiner Zuhörerin namens Cassandra Pentaghast die Handlungen des sogenannten Champion von Kirkwall und stellt Zusammenhänge zwischen den Ereignissen her. Die Spielabschnitte fungieren in dieser Erzählweise als Rückblenden.
Der Einstieg in Form eines Tutorials verläuft zeitlich noch parallel zur Handlung von Dragon Age: Origins. Hawke muss mit Mutter Leandra und den beiden Geschwistern aus dem Dorf Lothering in Ferelden fliehen, das von der Dunklen Brut zerstört wurde. Leandra entstammt ursprünglich einer Adelsfamilie aus der Stadt Kirkwall in den Freien Marschen, nördlich des Meeres. Die Familie flieht dorthin, weil sie sich Unterstützung und die Möglichkeit zu einem Neubeginn erhoffen. Bei ihrer Ankunft stellt sich jedoch heraus, dass Leandras Bruder Gamlen den gesamten Familienbesitz durchgebracht hat. Um bei den großen Flüchtlingsströmen aus Ferelden überhaupt in die Stadt gelassen zu werden, muss Hawke daher für ein Jahr in die Dienste einer Organisation treten, die ihm im Gegenzug erst den Zugang zur Stadt ermöglicht. Mit dem Eintritt in eine dieser Organisationen endet das Einführungskapitel.
Der 1. Akt setzt nach dem Ablauf der einjährigen Dienstpflicht als Schmuggler oder Söldner an. Hawkes Familie lebt in ärmlichen Verhältnissen in Gamlens Haus in der Unterstadt. Um für seine Familie an Geld zu gelangen, versucht Hawke daher ein Engagement für eine Expedition in die Tiefen Wege zu erhalten. Der zwergische Expeditionsleiter Bartrand lehnt eine Anstellung jedoch ab. Auf Anregung von Bartrands Bruder Varric versucht Hawke, sich als Partner in das Unternehmen einzukaufen. Um an das benötigte Geld zu gelangen, übernimmt Hawke gemeinsam mit seinen bis zu drei Begleitern daher zahlreiche Aufträge, die ihm allmählich die Stadt und ihre Probleme näherbringen.
Kirkwall entpuppt sich als ein soziales Pulverfaß. Die zahlreichen Flüchtlinge aus Ferelden sind weitestgehend verarmt und führen ein Leben zweiter Klasse. Daneben belasten Spannungen zwischen dem Templerorden und dem Zirkel der Magi die politische Situation. Der Zirkel klagt über die zahlreichen Repressalien, denen er sich durch den Orden unter der eisernen Führung ihrer Kommandantin Meredith ausgesetzt sieht. Die Templer ihrerseits sind unnachgiebig auf der Suche nach Blutmagiern und fordern zum Schutz der Stadt eine strenge Überwachung aller Magier. Für zusätzliche Probleme sorgt eine gestrandete Gruppe des fremdartigen Kriegervolks der Qunari, die mit Genehmigung des regierenden Vicomte von Kirkwall ein Lager im Hafen der Stadt aufgeschlagen haben. Ihre Ziele sind undurchsichtig, doch lösen sie mit ihrer stark religiös geprägten Kriegerkultur zunehmend Argwohn bei der Kirche und ihren Anhängern aus. Aus dieser Vielzahl an Interessensparteien mit gegensätzlichen Positionen entsteht ein Klima des Misstrauens, das die Stadt zunehmend belastet. Durch die Tätigkeit in diesem Spannungsfeld kommt Hawke mit allen Gruppen in Berührung und kann durch diverse Auftragsarbeiten schließlich seine Beteiligungssumme für die Expedition erarbeiten. Hawke stößt in die Tiefen Wege vor, kehrt mit einem stattlichen Vermögen zurück und kann so das alte Familienhaus in der Oberstadt zurückerwerben.
Der 2. Akt setzt drei Jahre nach der Rückkehr Hawkes aus den Tiefen Wegen an. Die Anwesenheit der Qunari stellt sich zunehmend als Problem für die Aufrechterhaltung des Friedens innerhalb der Stadt dar. Der Vicomte betraut daher Hawke mit der Aufgabe, Näheres über die Ziele der Qunari herauszufinden und sie schnellstmöglich zum Verlassen der Stadt zu bewegen. Durch politisches Intrigenspiel eskaliert die Situation. Auf der Suche nach einem gestohlenen Artefakt greifen die Qunari schließlich die Stadt an, stürmen die Festung und töten den Vicomte. Hawke muss sich ihrem Anführer, dem Arishok, entgegenstellen und die Stadt von den Qunari befreien. Hawke erhält dadurch den Titel Champion von Kirkwall.
Der 3. Akt setzt abermals drei Jahre nach den Ereignissen des 2. Aktes ein. Seit dem Tod des Vicomtes herrscht Kommandantin Meredith stellvertretend über die Stadt. Dadurch nehmen die Spannungen zwischen dem Magierzirkel und dem Templerorden immer weiter zu. Die Templer üben immer stärkeren Druck auf die Magier aus. Diese wenden sich zunehmend häufiger der Blutmagie zu, was eine Gewaltspirale in Gang setzt. Mit der Zerstörung der Kirche Kirkwalls durch den Magier Anders, einen Begleiter Hawkes, kommt es schließlich zur offenen Auseinandersetzung zwischen den beiden Fraktionen. Hawke muss sich einer der beiden Fraktion anschließen und für ein Ende des Konflikts sorgen.

## Spielprinzip
Anders als im Vorgänger ist die Hauptfigur des Spielers auf die menschliche Rasse festgelegt. Geschlecht und Vornamen kann der Spieler selbst bestimmen, der Nachname ist dagegen ähnlich wie in Biowares Titel Mass Effect mit Hawke vorgegeben. Er dient den Figuren der Spielwelt zur Ansprache des Hauptcharakters. Als Profession kann Hawke wie aus dem Vorgänger gewohnt zwischen Krieger, Schurke und Magier wählen, wobei es keine weitere Unterteilung dieser Klassen mehr gibt. Der Charakter wird beim Stufenaufstieg mit Hilfe mehrerer klassenspezifischer Talentbäume individuell weiterentwickelt. Für den Spielercharakter gibt es pro Klasse drei spezielle Talentbäume, von denen er zwei beliebige auf den Charakterstufen 7 und 14 wahlweise freischalten kann. Die Charakterentwicklung verläuft gemäß gängiger Rollenspiel-Prinzipien.
Wie im Vorgänger trifft der Spieler auf mehrere Nebencharaktere, aus denen er seine bis zu vierköpfige Gruppe zusammenstellen kann. Der Spieler kann jederzeit volle Kontrolle über diese Begleiter ausüben, ihre Ausrüstung zusammenstellen oder ihre Werte und Fähigkeiten nach eigener Vorstellung weiterentwickeln. Begleitcharaktere besitzen ebenfalls einen auf sie zugeschnittenen Talentbaum. Handlungen und Aussagen des Spielers wirken sich durch das aus dem Vorgänger bekannte Einflusssystem auf die Haltung der Charaktere aus. Entwickeln sie einen besonders großen Respekt oder Abneigung gegenüber dem Hauptcharakter, erhalten sie weitere Boni. Der Einfluss wirkt sich außerdem auf das Verhalten der Charaktere in bestimmten Schlüsselsituationen aus.
Hawke bleibt stets Wortführer in den Dialogen. Im Gegensatz zum Vorgänger wurde das Dialogsystem deutlich verändert und ebenfalls an die Mass-Effect-Reihe angeglichen. Die Wahl der Dialoge beeinflusst den Verlauf der Handlung. Auch die Beziehung zu den Begleitcharakteren kann sich durch das aus dem ersten Teil bekannte Beeinflussungssystem verändern, wieder mit leichten Auswirkungen auf Dialogoptionen und den Spielverlauf.
Die Kämpfe des Spiels verlaufen in Echtzeit, können jedoch jederzeit pausiert werden. Dabei unterscheidet sich die Steuerung des Spiels auf PC und Konsolen deutlich. Die PC-Version arbeitet mit einem Point&Click-Interface, das generell eine eher taktische Steuerung des Geschehens ermöglicht. Auf Konsole steuert der Spieler dagegen direkt einen Charakter seiner Heldengruppe mit den Analogsticks des Gamecontrollers. Ein Wechsel zwischen den aktiven Gruppenmitgliedern ist jederzeit möglich. Der Spieler kann das Spielgeschehen durch einen Druck auf die Leertaste (PC) bzw. das Aufrufen eines Kreismenüs (Konsole) kurzzeitig anhalten und bspw. Hilfstränke einnehmen oder Bewegungsanweisungen geben. Auch bei der Platzierung von Flächenzaubern wird das Kampfgeschehen bis zum Ende der Befehlseingabe eingefroren. Unabhängig von der Plattform können die Fähigkeiten der Gruppenmitglieder im Kampf miteinander kombiniert werden, um Gegner besonders stark zu schädigen. So verstärkt sich bspw. der Schaden durch manche Nahkampfattacken, wenn der Gegner vorher durch den Eiszauber eines Magiers eingefroren oder durch eine besonders heftige Attacke ins Straucheln gebracht wurde.

## Entwicklung
Laut Brent Knowles, Lead Designer des Vorgängers, stand für Dragon Age 2 bereits zu Beginn eine stärkere Orientierung an der ebenfalls von BioWare entwickelten SciFi-Serie Mass Effect fest. Die Erzählweise der Handlung wurde im Vergleich zu früheren BioWare-Spielen und dem Vorgänger stark verändert. Statt einer durchgehenden Erzählung schufen Lead Designer Mike Laidlaw und der verantwortliche Storydesigner David Gaider eine Geschichte, die sich über mehrere Zeitblöcke erstreckt. Auf diese Weise sollten auch langfristige Auswirkungen der Spielerentscheidungen verstärkt in die Inszenierung mit einfließen und dargestellt werden können. Während das Ziel im ersten Teil noch verstärkt die Vorstellung der neuen Spielwelt gewesen war, sollte die Geschichte nun auch deutlich stärker auf den Hauptcharakter zugeschnitten sein. Als Inspirationen für die Handlung gab Gaider sowohl reale politische Ereignisse (Krieg gegen den Terror), als auch die Fernsehserien Battlestar Galactica und Firefly – Der Aufbruch der Serenity an.
Für die Dialoge wurde ein verstärkt filmischer Ansatz verfolgt, um die starre, kopffixierte Inszenierung des Vorgängers zu vermeiden. Dafür wurde mit häufiger wechselnden Kamerawinkeln, unterschiedlichen Perspektiven, Close-ups und Effekten gearbeitet. In den Dialogen wurden die bisherigen Antwortlisten durch ein an Mass Effect angelehntes Dialograd ersetzt. Um Spielern den Effekt der verfügbaren Antworten bereits vor der Auswahl besser zu verdeutlichen, wurden alle Dialogpunkte mit sinnbildlichen Icons versehen.
Eine Anpassung der vergleichsweise kleinteiligen Benutzeroberfläche des Vorgängers sollte das Spiel für ein größeres Publikum zugänglicher machen, insbesondere die Konsolenfassungen. Die im Vorgänger bereits zum Veröffentlichungszeitpunkt grafischen Rückständigkeiten bei Charaktermodellen, Texturen und Animationen sollten verbessert werden.

## Technik
Dragon Age 2 nutzt eine verbesserte Version der Eclipse-Engine mit der internen Bezeichnung Lycium. Diese unterstützt unter anderem DirectX-11-Funktionen, beispielsweise werden Städte und Landschaften per Hardware-Tessellation aufgewertet. Außerdem berechnen DirectX-11-Grafikkarten eine hübschere, dynamische Beleuchtung. Gegenüber dem DirectX-9-Renderer von Dragon Age: Origins gibt es weitere optische Verbesserungen, die teilweise auch auf DirectX-10-Grafikkarten zu sehen sind. Anders als noch im Vorgänger wurden in Dragon Age 2 auch die Dialogantworten des Spielercharakters Hawke vollvertont.

## Rezeption
Das Spiel wurde im Vorfeld seiner Veröffentlichung in der Fachpresse gelobt, diese kommentierte es auch nach seiner Veröffentlichung überwiegend positiv (Metacritic-Wertung: 82 % (PC), 82 % (PS3), 79 % (Xbox 360)). Damit fiel die Rezeption des Spiels jedoch deutlich kühler aus als die des Vorgängers Dragon Age: Origins (Metacritic: 91 / 87 / 86). So wurden von Fachmedien insbesondere das vereinfachte Kampfsystem, die stärkere Orientierung am Konsolen- und Massenmarkt und ein Mangel an Abwechslung kritisiert, wie bspw. die häufige Wiederverwendung ganzer Leveldesigns.
Teile der deutschen Fachpresse bewerteten den Titel nach der Veröffentlichung ebenfalls negativer als seinen Vorgänger (critify-Durchschnitt: 83 % (PC) / 83 % (PS3) / 83 % (Xbox 360)). Kritisiert wurde vor allem die Optimierung auf Konsolen, sowie die starke Beschneidung von Rollenspielelementen.
Teilweise wurde die Levelgestaltung, aufgrund des im Spiel permanent stattfindenden Recyclings des immer gleichen Dungeonsgrundrisses mit den Begriffen „Fließbandprinzip“, „langweilig“ und „einfallslos“ bezeichnet. Als Grund für die im Vergleich zum Vorgänger schlechtere Beurteilung wurde wiederholt der offensichtlich hohe Zeitdruck bei der Produktion des Spiels genannt und wiederholt Faktoren wie das stereotype Design weiblicher Charaktere, der effektheischender Einsatz von Blut, sowie fehlenden Erkundungsreize angeführt.
Trotz guter Bewertungen entspann sich sowohl in der Fachpresse als auch unter Kunden eine starke Kontroverse über die deutlich veränderte spielerische Ausrichtung des Titels im Vergleich zu seinem Vorgänger. Die Kundenbewertungen der PC-Version des Spiels auf dem Bewertungsportal Metacritic waren nach der Veröffentlichung überwiegend negativ (4.1 von maximal 10 Punkten am 15. März 2011). Mitte März 2011 wurde bekannt, dass Mitarbeiter von Bioware ihrem eigenen Produkt auf Metacritic perfekte 10 Punkte-Wertungen gaben. Dies wurde auch seitens des Unternehmens bestätigt.
Mike Laidlaw, der Chefentwickler des Spiels, verteidigte Dragon Age II gegenüber den Fachmedien und Fans, indem er die kühle Rezeption des Nachfolgers mit hohen Erwartungen aufgrund des erfolgreichen Vorgängerspiels erklärte. Er verteidigte die getroffenen Designentscheidung als notwendig für die Weiterentwicklung des Dragon-Age-Franchises, da sie den Entwicklern mehr Möglichkeiten für zukünftige Fortsetzungen eröffnet habe. Bioware-Chef Ray Muzyka gab in einem Interview zu, dass man mit diesen Entscheidungen einige Fans des Vorgängers verärgert habe. Gleichzeitig habe man jedoch auch neue Kunden gewinnen können. Aus finanzieller Sicht sei Dragon Age 2 ein großer Erfolg. Innerhalb von zwei Wochen wurde das Spiel eine Million Mal verkauft, der Absatz laut einem Investorenbericht des Mutterkonzerns Electronic Arts nach zwei Monaten auf zwei Millionen Exemplare verdoppelt.

## Synchronisation
In der englischen Original-Version wurden, mit Ausnahme weniger, gewollter Änderungen, alle Sprecher bereits bekannter Figuren dazu verpflichtet, ihre Rollen wieder einzusprechen.
Für die deutsche Fassung wurde ein anderes Tonstudio als beim ersten Teil beauftragt, weshalb bis auf eine Ausnahme (Anders) sämtliche wiederkehrende Rollen neu besetzt wurden.
Anzumerken ist auch, dass der Sprecher, der im Vorgänger Zevran sprach, nun die Hauptfigur Hawke vertont.
| Rolle                      | Sprecher (englisch) | Sprecher (deutsch)       |
| -------------------------- | ------------------- | ------------------------ |
| Hawke (männlich)           | Nick Boulton        | Sascha Rotermund         |
| Hawke (weiblich)           | Jo Wyatt            | Silvia Mißbach           |
| Aveline Vallen             | Joanna Roth         | Gundi Eberhard           |
| Bethany Hawke              | Rebekah Staton      | Tanya Kahana             |
| Carver Hawke               | Nico Lennon         | Tim Knauer               |
| Fenris                     | Gideon Emery        | Dennis Schmidt-Foß       |
| Anders                     | Adam Howden         | Tammo Kaulbarsch         |
| Isabela                    | Victoria Kruger     | Bianca Krahl             |
| Merrill                    | Eve Myles           | Schaukje Könning         |
| Varric Tethras             | Brian Bloom         | Tilo Schmitz             |
| Prinz Sebastian Vael       | Alec Newman         | Roland Wolf              |
| Kommandantin Meredith      | Jean Gilpin         | Kerstin Sanders-Dornseif |
| Erster Verzauberer Orsino  | Jim Ward            | Oliver Siebeck           |
| Arishok                    | Rick D. Wasserman   | Tobias Kluckert          |
| Cassandra Penthagast       | Miranda Raison      | Kerstin Draeger          |
| Leandra Hawke/Amell        | Deborah Moore       | Melanie Hinze            |
| Gamlen Amell               | Timothy Watson      | Tommy Morgenstern        |
| Vicomte Marlowe Dumar      | Christopher Godwin  | Björn Schalla            |
| Flemeth                    | Kate Mulgrew        | Heide Domanowski         |
| Oberste Klerikerin Elthina | Rachel Atkins       | Heide Domanowski         |
| Bodahn Feddic              | Dwight Schultz      | Stefan Gossler           |
| Sandal Feddic              | Yuri Lowenthal      | Karlo Hackenberger       |
| Hauptmann Cullen           | Greg Ellis          | Jaron Löwenberg          |
| Schwester/Mutter Petrice   | Christine Roberts   | Ulrike Stürzbecher       |
| Alistair                   | Steve Valentine     | Frank Schröder           |
| Zevran Arainai             | Jon Curry           | Florian Krüger-Shantin   |
| Leliana                    | Corinne Kempa       | Magdalena Turba          |

## Herunterladbare Zusatzinhalte (DLC)
Bei Veröffentlichung des Spiels standen (gemäß der Vermarktungsstrategie Project Ten Dollar des Publishers EA gegen Gebrauchtkäufer) mit Das Schwarze Emporion und Der verbannte Prinz bereits zwei Downloaderweiterungen zur Verfügung. Nach dem Erfolg des DLC-Programms für den Vorgänger waren jedoch bereits im Vorfeld Erweiterungen des Spiels geplant.
Daneben konnten über Bonusaktionen, Cross-Promotion durch andere EA-Titel und Beteiligung an den Communityaktivitäten rund um Dragon Age II verschiedene Bonusgegenstände erworben werden.

### Das Schwarze Emporion
Das Schwarze Emporion liegt tief unter Kirkwall. Dort kann der Spieler einen Mabari-Kriegshund für Hawke erhalten und einige weitere Magie- und Handwerksrezepte erwerben. Mit dem sogenannten Spiegel der Verwandlung ist es außerdem möglich, das Aussehen Hawkes zu verändern.
Käufer einer Neuversion des Spiels konnten diesen Inhalt wie beim ersten Teil per beigelegtem Downloadgutschein kostenlos herunterladen. Die Erweiterung ist jedoch auch als kostenpflichtiger Download über die entsprechenden Onlinenetzwerke der Konsolenplattformen bzw. Online-Vertriebsplattformen für PC erhältlich.

### Der verbannte Prinz
Diese zusätzliche Questreihe dreht sich um Sebastian Vael, den Spross einer ermordeten Adelsfamilie. Hawke soll ihm dabei helfen, die Mörder seiner Familie zur Strecke zu bringen. Sebastian kann als Begleitcharakter zur Heldengruppe hinzugefügt werden.
Der verbannte Prinz war ein Bonusinhalt für Neukäufer der Signature Edition.

### Gegenstandspaket
Diese Erweiterung vom 26. April 2011 fügte passend zu den drei verfügbaren Charakterklassen neue Waffen, Rüstungen und Accessoires für die Spielerfigur und ihre Begleiter hinzu. Das Angebot erschien sowohl in Form separater Pakete für die einzelnen Charakterklassen, als auch als Sammelpaket mit allen Inhalten.

### Das Vermächtnis
Im Juni 2011 folgte die Ankündigung eines weiteren Downloadinhalts namens Das Vermächtnis (engl.: Legacy), der am 27. Juli erschien.
Inhaltlich erfährt der Spieler in der neuen Questreihe Näheres über die Hintergründe von Hawkes verstorbenen Vater. Er muss dabei die kriminelle Vereinigung der Carta bekämpfen, die Jagd auf ihn machen. Schauplatz ist u. a. ein ehemaliges Gefängnis der Grauen Wächter.

### Gegenstandspaket 2
Die Erweiterung erschien am 23. August 2011 und fügte wie bereits das erste Gegenstandspaket klassenspezifisch neue Waffen, Rüstungen und Accessoires für Begleitcharaktere hinzu. Die Erweiterung erschien ebenfalls wahlweise in Form separater Pakete für die einzelnen Charakterklassen oder als Sammelpaket mit allen Inhalten.

### Das Zeichen der Assassinin
Die Questerweiterung wurde am 16. September 2011 angekündigt und erschien am 11. Oktober 2011. Zusammen mit der elfischen Auftragsmörderin (engl. assassin) Tallis versucht Hawke ein wertvolles Relikt eines orlesianischen Barons zu finden. Die Figur der Tallis wurde dabei aus der Webserie Dragon Age: Redemption übernommen und im englischen Original auch von der Darstellerin Felicia Day vertont.

## Verfilmungen
Am 7. Juni 2010 kündigte Electronic Arts in Zusammenarbeit mit Funimation eine Anime-Verfilmung im Dragon-Age-Universum an. Dragon Age: Dawn of the Seeker beleuchtet die Vorgeschichte der Sucherin Cassandra Pentaghast. Ursprünglich für 2011 angekündigt, wurde im Juli 2011 eine Verschiebung des Veröffentlichungstermins auf März 2012 bekanntgegeben.
Im Februar 2011 kündigte BioWare, weiterhin in Zusammenarbeit mit Felicia Day, eine sechsteilige Webserie mit dem Namen Dragon Age: Redemption an. Day übernimmt darin die Rolle der Elfin Tallis, die auch eine Hauptfigur der Downloaderweiterung Das Zeichen der Assassinin ist. Die erste Folge wurde zeitgleich mit der Downloaderweiterung veröffentlicht.